# ВИЧ и беременность
Проблемы со здоровьем у беременных, заражённых ВИЧ, имеют сходство с теми, что возникают в общей популяции. Однако, отличительной особенностью является вероятность передачи вируса иммунодефицита человека от матери к ребёнку.
Лечение ВИЧ/СПИД требует комплексного подхода, учитывая множество факторов, и включает в себя высокоэффективную антиретровирусную терапию, а также соблюдение противоэпидемических мероприятий в случае оперативных вмешательств.

## Осложнения гестации и риск заражения плода
По оценкам Всемирной организации здравоохранения, ежегодно беременеют около 1,3 миллиона женщин и девочек, инфицированных ВИЧ. Беременность у людей с ВИЧ-инфекцией может сопровождаться различными акушерскими и экстрагенитальными осложнениями, но их частота не отличается от общей частоты осложнений в конкретном регионе. Основным и наиболее серьёзным осложнением является передача ВИЧ от матери к ребёнку, которая может произойти на разных этапах беременности, при родах или в послеродовой период при грудном вскармливании. Без профилактических мер передача ВИЧ от матери к ребёнку может достигать 30—60 %, но с использованием соответствующей профилактики этот риск снижается в среднем на 1—8 % в разных странах.
Если не проводится программная противовирусная защита, то вероятность передачи ВИЧ от матери к ребёнку составляет 20—25 %. С помощью программной противовирусной защиты, риск передачи вируса можно снизить до 7,5 %. Большинство детей (80 %) заражаются во время родов. Если женщина рожает двойню, то риск заражения первого ребёнка выше, чем у второго. В 10—20 % случаев инфицирование происходит во время грудного вскармливания.

## Диагностика
Для диагностики ВИЧ-инфекции имеет большое значение информация об анамнезе заболевания и эпидемиологические данные, особенно на ранних стадиях заболевания. Важно узнать принадлежность пациентки к группе высокого риска заражения ВИЧ, также важными являются данные о продолжительных заболеваниях, передающиеся половым путём, пребывании в эндемичных по СПИД’у регионах и половом контакте с партнёрами из этих групп. Среди симптомов, которые могут указывать на наличие ВИЧ, можно выделить сильное потоотделение, высокую температуру тела, неустановленную диарею, потерю массы тела на 10 % и более, длительный и систематический кашель, необъяснимые инфекции дыхательных путей, утомляемость и слабость. Эти данные могут помочь в диагностике ВИЧ.
Для определения состояния плода у беременных с ВИЧ используется кардиотокография, а также методы ультразвукового трансабдоминального и трансвагинального исследования. Ультразвуковое исследование проводят не менее 3-х раз за время беременности, используя таблицы органометрических параметров плода в зависимости от срока гестации. Это позволяет выявлять отклонения в развитии практически всех органов и костных образований плода. Кардиотокография позволяет непрерывно регистрировать частоту сердечных сокращений плода и тонус матки как во время беременности, так и во время родов, а затем производить анализ и оценку важнейших показателей.

## Лечение
Целью лечения является подавление вируса, коррекция иммунных нарушений, лечение оппортунистических и опухолевых заболеваний. Лечение проводят с учётом вирусной нагрузки, стадии заболевания, иммунологических нарушений и других факторов. Основным методом лечения ВИЧ/СПИД является высокоактивная антиретровирусная терапия, которая включает несколько групп препаратов.
Существуют программы противовирусной терапии для беременных с целью предотвращения инфицирования плода и новорождённого. Кесарево сечение может быть выполнено у беременных женщин с ВИЧ для снижения риска передачи инфекции ребёнку. Если у ВИЧ-положительной женщины возникают осложнения беременности или необходимость оперативного вмешательства, то проводят его, соблюдая все противоэпидемические мероприятия.